# Lovin' you (東方神起の曲)
「Lovin' you」（ラヴィン・ユー）は、東方神起の楽曲である。2007年6月13日に日本での通算11枚目のシングルとしてrhythm zoneより発売された。

## 概要
前作『Choosey Lover』から3か月ぶりのリリース。
[CD]、[DVD] 仕様の2形態のリリースされたほか、本作より公式ファンクラブ会員限定の「Bigeast盤」が企画された（詳細は下記を参照）。
2008年6月25日付のオリコン週間シングルランキングで初登場2位を獲得。アジア圏の男性アーティストによる2位はリュ・シウォンと並ぶ過去最高記録となった。当時敢行中だったホールツアー『2nd LIVE TOUR 2007 〜Five in the Black〜』の千秋楽にあたる日本武道館公演で、この知らせが届いたことでファンと共に喜びを分かち合った。

## 発売形態
CD
- 品番: RZCD-45583（日本盤）、SMJTCD-201（韓国盤）
- 「約束 (extra NSB mix)」を追加収録。
- 初回限定特典: ブックレット（全12ページ）、ジャケットサイズカード（6種のうち2種を無作為に封入）

CD+DVD
- 品番: RZCD-45582（日本盤）、SMJTCD-202B（韓国盤）
- DVDに「Lovin' you」のビデオ・クリップを収録。
- 初回限定特典: 「オフショットムービー」（DVDに収録）、ジャケットサイズカード（6種のうち2種を無作為に封入）

Bigeast限定
- 品番: RZC1-45589
- ピクチャーレーベル仕様
- 東方神起の日本公式ファンクラブ「Bigeast」の会員にのみ完全予約受付販売
- CDと収録内容は同じである

## 収録内容

### ［CD］
| #         | タイトル                   | 作詞      | 作曲         | 編曲              | 時間  |
| --------- | -------------------------- | --------- | ------------ | ----------------- | ----- |
| 1.        | 「Lovin' you」             | H.U.B.    | 酒井ミキオ   | 酒井ミキオ        | 5:51  |
| 2.        | 「五線紙」                 | H.U.B.    | velvetronica | AKIRA             | 5:00  |
| 3.        | 「約束」(extra NSB mix)    | H.U.B.    | 福士健太郎   | SJR（リミックス） | 5:19  |
| 4.        | 「Lovin' you」(Less Vocal) |           |              |                   | 5:51  |
| 5.        | 「五線紙」(Less Vocal)     |           |              |                   | 4:59  |
| 合計時間: | 合計時間:                  | 合計時間: | 合計時間:    | 合計時間:         | 27:00 |

### ［CD+DVD］
| #         | タイトル                   | 作詞      | 作曲         | 編曲       | 時間  |
| --------- | -------------------------- | --------- | ------------ | ---------- | ----- |
| 1.        | 「Lovin' you」             | H.U.B.    | 酒井ミキオ   | 酒井ミキオ | 5:51  |
| 2.        | 「五線紙」                 | H.U.B.    | velvetronica | AKIRA      | 5:00  |
| 3.        | 「Lovin' you」(Less Vocal) |           |              |            | 5:51  |
| 4.        | 「五線紙」(Less Vocal)     |           |              |            | 4:59  |
| 合計時間: | 合計時間:                  | 合計時間: | 合計時間:    | 合計時間:  | 21:41 |

| #  | タイトル                           | 作詞 | 作曲・編曲 | 監督           |
| -- | ---------------------------------- | ---- | ---------- | -------------- |
| 1. | 「Lovin' you」(Video Clip)         |      |            | Tsuyoshi Inoue |
| 2. | 「Off Shot Movie」(初回限定盤のみ) |      |            |                |

## 曲の解説
1. Lovin' you
切なさのあるバラードで、ボーカル録りも「切なさ」を出すことに意識して行なわれた[5]。
ギターの演奏は、鈴木賢司によるもの。
ミュージック・ビデオはドラマ仕立てになっており、メンバーの他に北村栄基[6]と浅見れいな[7]が出演している。
13thシングル『SHINE／Ride on』の[CD]のみ形態に、リミックスバージョン「Lovin' you (Haru's"deep water"mix)」が収録されている。
2. 五線紙
3. 約束 (extra NSB mix)
2ndアルバム『Five in the Black』収録曲のリミックスバージョン。

## 収録アルバム
Lovin' you
- TVXQ non-stop mix Vol.1
- T
- BEST SELECTION 2010
- COMPLETE -SINGLE A-SIDE COLLECTION-

五線紙
- SINGLE B-SIDE COLLECTION